# Marthe Scharning Lund
Marthe Scharning Lund (nascida a 5 de julho de 1976) é uma política norueguesa do Partido Trabalhista.
Ela é natural de Skien. Durante os mandatos de 1997-2001 e 2001-2005, serviu como vice-representante do Parlamento da Noruega da Telemark. Após a eleição de 2005, ela foi nomeada conselheira política no Ministério da Criança e Família, servindo no segundo governo de Stoltenberg. Mais tarde, serviu como vice-representante do parlamento de Oslo durante os mandatos de 2017 a 2021. No total, ela reuniu-se durante 256 dias de sessão parlamentar.
Lund também foi conselheira política no grupo parlamentar do Partido Trabalhista. No governo da cidade de Oslo, Lund tornou-se chefe de gabinete de Raymond Johansen, que mais tarde serviu brevemente como Comissário Municipal de Negócios e Propriedade. Em 2021, a sua sucessora Victoria Marie Evensen nomeou Lund para presidir ao conselho da Autoridade Portuária de Oslo.